# Tasha Xiang
Tasha Xiang (kinesiska: 他砂乡) är en socken i Kina. Den ligger i provinsen Hunan, i den södra delen av landet, omkring 350 kilometer väster om provinshuvudstaden Changsha. Antalet invånare är 8301. Befolkningen består av 4 120 kvinnor och 4 181 män. Barn under 15 år utgör 21,0 %, vuxna 15-64 år 67 %, och äldre över 65 år 11,0 %.
Genomsnittlig årsnederbörd är 1 711 millimeter. Den regnigaste månaden är maj, med i genomsnitt 288 mm nederbörd, och den torraste är december, med 22 mm nederbörd.